# Welington de Melo
Welington Celso de Melo (Guapé, 17 de novembro de 1946 – Rio de Janeiro, 21 de dezembro de 2016) foi um matemático brasileiro.
Conhecido por suas contribuições à teoria dos sistemas dinâmicos, foi professor do Instituto Nacional de Matemática Pura e Aplicada de 1980 a 2016. Autor de diversos artigos, o mais significativo deles descrevendo de forma completa o comportamento topológico de sistemas dinâmicos reais 1-dimensionais (em coautoria com Marco Martens e Sebastian van Strien).
Provou a  hyperbolicidade global do operador de renormalização para Cr aplicações unimodais (em coautoria com Alberto Pinto e Edson de Faria).
Morreu em 21 de dezembro de 2016, aos 70 anos, de complicações de um infarto.